# «Милуоки Брюэрс» в сезоне 2018
Сезон 2018 года станет для «Милуоки Брюэрс» пятидесятым в Главной лиге бейсбола и в истории клуба, а также двадцать первым в Национальной лиге. Команда выступает в Центральном дивизионе.
Домашние матчи клуба пройдут на стадионе «Миллер-Парк» в Милуоки, Висконсин. Главным тренером команды является Крейг Конселл, генеральным менеджером — Дэвид Стернс.
Первую игру в регулярном чемпионате команда проведёт 29 марта на выезде против «Сан-Диего Падрес», завершит чемпионат 30 сентября домашним матчем с «Детройт Тайгерс».

## Межсезонье

### Изменения в составе команды
| Дата           | Событие |
| -------------- | --- |
| 2 января 2018  | Питчер Дилан Бейкер продан в «Лос-Анджелес Доджерс» |
| 25 января 2018 | Льюис Бринсон и три игрока младших лиг обменяны в Майами на аутфилдера Кристиана Йелича; Лоренцо Кейн подписал пятилетний контракт на сумму 80 млн долларов. |

## Регулярный чемпионат

### Положение команд
В = Побед; П = Поражения; П% = Процент выигранных матчей; GB = Отставание от лидера; Дома = Победы/поражения дома; Выезд = Победы/поражения на выезде
| Центральный дивизион | В | П | П% | GB | Дома | Выезд |
| -------------------- | - | - | -- | -- | ---- | ----- |
| Милуоки Брюэрс       | — | — | —  | —  | —    | —     |
| Чикаго Кабс          | — | — | —  | —  | —    | —     |
| Сент-Луис Кардиналс  | — | — | —  | —  | —    | —     |
| Питтсбург Пайрэтс    | — | — | —  | —  | —    | —     |
| Цинциннати Редс      | — | — | —  | —  | —    | —     |

## Фарм-клубы
| Уровень | Команда                    | Город                      | Лига                          |
| ------- | -------------------------- | -------------------------- | ----------------------------- |
| AAA     | Колорадо Спрингс Скай Сокс | Колорадо-Спрингс, Колорадо | Лига Тихоокеанского побережья |
| AA      | Билокси Шакерс             | Билокси, Миссисипи         | Южная лига                    |
| A+      | Каролина Мадкэтс           | Зебулон, Северная Каролина | Лига Каролины                 |
| A       | Висконсин Тимбер Рэттлерс  | Аплтон, Висконсин          | Лига Среднего Запада          |

### Отчёты о матчах
1. ↑  Brewers 2, Cubs 1 (англ.). mlb.com. MLB. Дата обращения: 11 марта 2018. Архивировано 11 марта 2018 года.
2. ↑  Brewers 6, Giants 5 (англ.). mlb.com. MLB. Дата обращения: 11 марта 2018. Архивировано 11 марта 2018 года.
3. ↑  Angels 6, Brewers 5 (англ.). mlb.com. MLB. Дата обращения: 11 марта 2018. Архивировано 11 марта 2018 года.
4. ↑  Brewers 5, D-Backs 1 (англ.). mlb.com. MLB. Дата обращения: 11 марта 2018. Архивировано 11 марта 2018 года.
5. ↑  Brewers 7, Indians 6 (англ.). mlb.com. MLB. Дата обращения: 11 марта 2018. Архивировано 11 марта 2018 года.
6. ↑  Brewers 6, Reds 3 (англ.). mlb.com. MLB. Дата обращения: 11 марта 2018. Архивировано 11 марта 2018 года.
7. ↑  Giants 10, Brewers 10 (англ.). mlb.com. MLB. Дата обращения: 11 марта 2018. Архивировано 11 марта 2018 года.
8. ↑  Brewers 6, D-Backs 1 (англ.). mlb.com. MLB. Дата обращения: 11 марта 2018. Архивировано 11 марта 2018 года.
9. ↑  Mariners 4, Brewers 2 (англ.). mlb.com. MLB. Дата обращения: 11 марта 2018. Архивировано 11 марта 2018 года.
10. ↑  Brewers 6, Rockies 5 (англ.). mlb.com. MLB. Дата обращения: 11 марта 2018. Архивировано 11 марта 2018 года.
11. ↑  Indians 6, Brewers 2 (англ.). mlb.com. MLB. Дата обращения: 11 марта 2018. Архивировано 11 марта 2018 года.
12. ↑  White Sox 6, Brewers 4 (англ.). mlb.com. MLB. Дата обращения: 11 марта 2018. Архивировано 12 марта 2018 года.
13. ↑  Brewers 10, Royals 6 (англ.). mlb.com. MLB. Дата обращения: 11 марта 2018. Архивировано 11 марта 2018 года.
14. ↑  D-Backs 11, Brewers 6 (англ.). mlb.com. MLB. Дата обращения: 11 марта 2018. Архивировано 11 марта 2018 года.
15. ↑  Athletics 2, Brewers 0 (англ.). mlb.com. MLB. Дата обращения: 11 марта 2018. Архивировано 11 марта 2018 года.
16. ↑  Brewers 9, Rockies 2 (англ.). mlb.com. MLB. Дата обращения: 11 марта 2018. Архивировано 12 марта 2018 года.